# Vâlsănești
Vâlsănești – wieś w Rumunii, w okręgu Ardżesz, w gminie Mușătești. W 2011 roku liczyła 403 mieszkańców.